# Paisagem com Rio e Barco ao Seco em São Paulo (Castagneto)
Paisagem com rio e barco ao seco em São Paulo “Ponte Grande” é um quadro pintado a óleo sobre tela, datado de 1895, pelo pintor ítalo-brasileiro Giovanni Castagneto, também conhecido como João Batista Castagneto. A obra, que faz parte do acervo do Museu de Arte de São Paulo Assis Chateaubriand (MASP), mede 33 cm x 55 cm. Tanto a doação quanto a data de entrada da pintura no museu paulistano são desconhecidas.
O título original do quadro, "Ponte Grande", se estende a outras obras semelhantes de Castagneto, todas produzidas na capital paulista também em 1895, para a segunda exposição do artista na cidade, realizada no salão de concertos da Confeitaria Paulicéia, entre 28 de outubro e 07 de novembro do mesmo ano. A sequência de pinturas faz referência a uma ponte na beira do rio Tietê, ainda usado como via de lazer e transporte na época, conhecida atualmente como Ponte das Bandeiras.

## Série "Barcos ao seco"
Uma série de telas relevante que atesta a importância que o pintor conferia à vida próxima das águas é a dos "Barcos ao seco", da qual "Paisagem com rio e barco ao seco em São Paulo 'Ponte Grande'" faz parte. Inaugurada por um conjunto de três obras produzidas por Castagneto durante uma viagem a Angra dos Reis em 1886, a sucessão de quadros reforça como a representação de barcos aparentemente abandonados na areia vai se tornando uma motivação importante para o artista. Pode-se ainda destacar o caráter especial desta série em comparação a outras produzidas durante a trajetória do pintor, uma vez que o conjunto permanece presente em toda a sua carreira.
Os trabalhos fruto da vinda de Giovanni Castagneto para a capital paulista apresentam os mesmos elementos da produção carioca do artista: o meio aquático e as singelas embarcações. Seja em São Paulo, seja no Rio de Janeiro, Castagneto não deixa de ser um pintor de marinhas nem em uma cidade onde não há mar; permite-se fazer experimentações que tornam a propriedade fluvial da cidade personagem do tão recorrente diálogo com os pequenos barcos abandonados que aparece em suas obras.
As similaridades entre as pinturas desembocam na presença central do rio na obra, apesar das nuances propostas pela variação de ângulos e pontos de vista nos quadros. Há uma tênue diferenciação na composição plástica de cada um deles, mas, de modo geral, são dispostas "massas de cor construindo os elementos formais da paisagem fluvial" sobre a tela. As variações da série motivada pelos pequenos barcos no rio foram executadas em um curto intervalo de tempo pelo pintor, e integralmente vendidas no período em que Castagneto esteve em São Paulo, o que sinaliza a demanda dessas obras existente no mercado paulista de artes da época.

## Análise da obra
Em "Paisagem com rio e barco ao seco em São Paulo 'Ponte Grande'", a paleta de tons que constrói a obra apresenta poucas variações: tonalidades entre bege e areia são predominantes e podem ser diferenciadas apenas pelas cores escurecidas das margens do rio e pelo cinza azulado presente no céu. O barco aparece, como em tantas outras representações feitas pelo artista, "solitário, encalhado, um barco quase deitado, com um dos seus lados aparado pelo rio, reforçando ainda mais uma sensação de abandono". O diferencial desta obra em relação às outras do conjunto é justamente o rio, que se assume como destaque inovador da pintura marinha de Castagneto na capital paulista.
A inserção da paisagem de São Paulo no repertório do pintor mostra-se marcante: em análise feita pelo pesquisador em História da Arte Helder Oliveira, na dissertação de mestrado Olhar o Mar: Um estudo sobre as obras ‘Marinha com Barco’(1895) e Paisagem com rio e barco ao seco em São Paulo “Ponte Grande” (1895) de Giovanni Castagneto, é possível constatar que o rio Tietê foi muito representado durante a estadia do artista na capital paulista. Dessa forma, pode-se concluir que, em comparação com outras séries de Giovanni Castagneto, é essa a que cumpre uma quantidade maior de quesitos para ser considerada como uma produção seriada.

### Composição

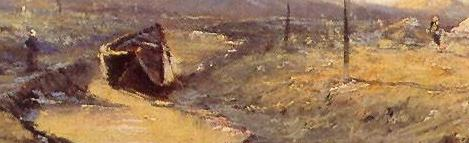
Detalhe do barco, no quadro.

Um primeiro olhar para "Paisagem com rio e barco ao seco em São Paulo 'Ponte Grande'" encontra um rio quase seco, um barco, o céu e montanhas em um segundo plano. Seguindo o fluxo desse rio, elemento central avistado no quadro, percebemos a representação de um barco solitário. A embarcação está parada, pousada sobre um leito minguado. A presença humana é quase imperceptível: avista-se um vulto passando ao lado do barco com distância. É uma presença que está integrada à paisagem. Ao fundo, montanhas acinzentadas. A paleta de cores tem predominância de tons bege e areia, embora o céu seja composto por um tom cinza-azulado. Quanto à técnica usada, "as pinceladas vigorosas, espontâneas e rápidas tendem a demonstrar os sentimentos e motivações do artista em relação ao objeto pintado". 

## Castagneto e o contexto artístico paulista do século XIX

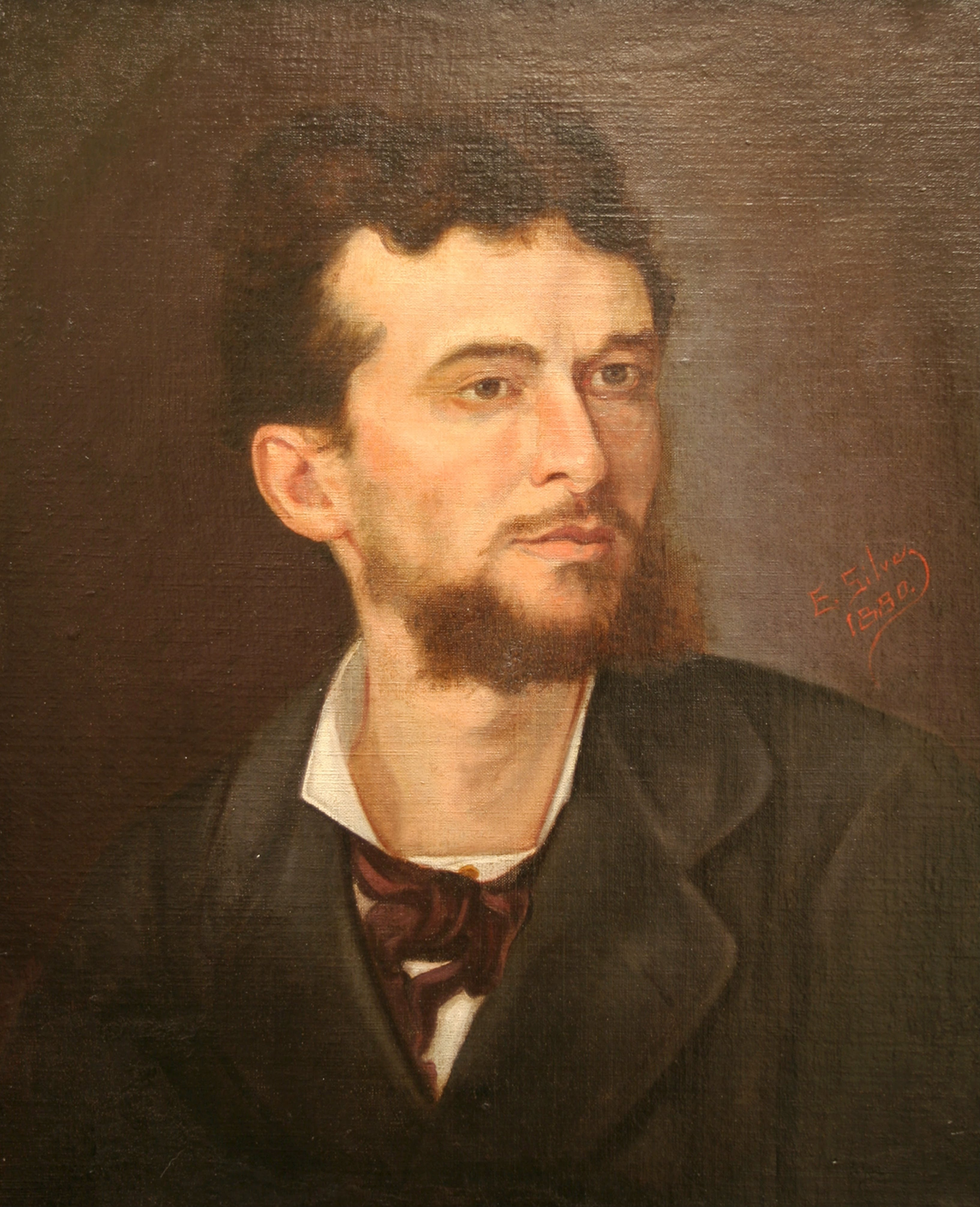
Retrato de Giovanni Castagneto.

Giovanni Battista Felice Castagneto (1851-1900) chega à capital paulista para expor suas telas frente a um contexto histórico de mudanças intensas no cenário da cidade. Ao longo do século XIX, era notável o crescimento econômico e urbano de São Paulo por conta das grandes quantias de dinheiro geradas pelo comércio dos tropeiros, que faziam o transporte de mercadorias, e pela abundante produção cafeeira da época. As transformações de uma cidade provinciana para um ambiente considerado moderno tinham como primeiro ponto de referência cultural e intelectual a Faculdade de Direito da Universidade de São Paulo. No campo das artes visuais, os sinais de mudanças começaram a ser notados com a criação do Liceu de Artes e Ofícios, o ensino das artes em ateliês de artistas da época, a organização de exposições e mostras e o surgimento, por consequência, de uma imprensa especializada no assunto.
Apesar de tanta efervescência na vida urbana, Castagneto não se preocupava com o que havia de mais novo em São Paulo. Pelo contrário, parecia até negá-lo, uma vez declaradamente omitido em sua obra. A busca do artista aponta, de maneira assumida, para as sensações proporcionadas por uma atmosfera aquática. E é inserida nesse cenário que a pintura de marinha de Castagneto mostra seu aspecto inovador: "o abandono da pintura histórica com seus grandes feitos narrativos e da iconografia consagrada – o caráter de apresentação topográfica do Rio de Janeiro – pela total imersão na representação de uma paisagem que é esvaziada de narrativa".
A importância do artista para a paisagística brasileira já foi muito estudada, devido à construção que Castagneto fez sobre uma concepção de marinha livre dos padrões de pinturas de paisagem – tanto em relação à técnica quanto a respeito da temática – determinados pela Academia Imperial de Belas Artes (AIBA). O pintor adotou como técnica uma característica herdada de seu aprendizado com o grupo de estudos artísticos de Georg Grimm (1846-1887): o uso da pintura en plen air. No que se refere ao tema, Giovanni Castagneto inovou à medida que construiu uma paisagem marinha que não possui caráter documental sobre a paisagística brasileira, tampouco é cenário de um retrato ou de uma pintura histórica.

## O gênero de marinhas
De barcos e batalhas navais em mares tempestuosos até a calmaria da vida pesqueira, o gênero de marinhas apresenta inúmeras possibilidades de representações e transformações ao longo de sua história, anunciadas pelo contexto artístico, histórico e social do momento. No decorrer do século XIX, o que ganha destaque nas telas do gênero é a paisagem na beira dos rios, com a figuração de espaços prazerosos para lazer e diversão, como, por exemplo, Paris e sua relação com o rio Sena e, também, é o caso de "Paisagem com rio e barco ao seco em São Paulo 'Ponte Grande'". As fronteiras entre esse gênero e o de paisagem, escreve George Keyes em 1990, não são, no entanto, tão claras quando aparentam ser. Como exemplo dessa declaração aponta as vistas dos rios, que se mostram representadas por pintores pertencentes tanto a uma categoria quanto à outra.

## O gênero de paisagem
Émile Zola declarou a paisagem como aspecto moderno da pintura, conforme escreve em 1989: "Repeti muitas vezes que a grande transformação da pintura começou pela paisagem. (...) Ela [a paisagem] continua sendo a glória de nossa escola moderna”. Apesar da renúncia à paisagem clássica ser comum entre os pintores do gênero de paisagem, segundo Zola, são poucos os que apresentam as qualidades mais importantes para serem avaliadas: a impressão de personalidade e originalidade na confecção das representações. Ao construir a natureza tal como a sente, Giovanni Castagneto se consagra como um artista de paisagem moderno, seguindo os parâmetros de Zola. Ao atualizar o debate da produção paisagística nas artes do país, especialmente a partir do emprego da pintura plen air, Castagneto ergue seu impacto e originalidade notáveis na história da arte brasileira.